# Zuid-Darfoer
Zuid-Darfoer (Arabisch: Janūb Dārfūr; Engels: South Darfur) is een van de 16 wilayat (staten) van Soedan. Het ligt op het grondgebied van de voornamelijke politieke regio Darfur (of Darfoer). Het gebied beslaat 127.300 km² en heeft een bevolking van ongeveer 2,7 miljoen (2000). De hoofdstad is Nyala.

## Grenzen
De staat Zuid-Darfoer heeft drie internationale grenzen:
- Met de regio Ouaddaï van Tsjaad in het noordwesten.
- Twee prefecturen van de Centraal-Afrikaanse Republiek:
  - Vakaga in het westen.
  - Haute-Kotto in het zuidwesten.
- Twee staten van Zuid-Soedan:
  - Northern Bahr el Ghazal in het zuidoosten.
  - Western Bahr el Ghazal in het zuiden.

Zuid-Darfoer heeft ook drie binnenlandse grenzen:
- Centraal-Darfoer in het westen.
- Noord-Darfoer in het noorden.
- Oost-Darfoer in het oosten.

Al-Jazirah · Al-Qadarif · Ash-Shamaliyah · Blauwe Nijl · Centraal-Darfoer  · Kassala · Khartoem · Noord-Darfoer · Noord-Kordofan · Oost-Darfoer · Nijl · Rode Zee · Sennar · West-Darfoer · West-Kordofan · Witte Nijl · Zuid-Darfoer · Zuid-Kordofan